# Oretachi wa tenshi ja nai 2
Oretachi wa tenshi ja nai 2 (en japonés: 俺達は天使じゃない 2,  Oretachi wa tenshi ja nai 2, traducción literal: No somos ángeles 2?) es una película de acción y comedia japonesa dirigida por Takashi Miike, y lanzada el 24 de diciembre de 1993 directamente en VHS para el mercado del V-Cinema. Es una secuela de: Oretachi wa tenshi ja nai, estrenada también el mismo año. Ambas basadas en una novela de George Abe (también conocido como Jôji Abe).

## Argumento
Chu, después de ayudar a una mujer, recibe como regalo un par de zapatos; en su interior encuentra unos negativos de fotos que contienen unos sucesos ocurridos en un hospital, en el que al parecer ocurre un asesinado. Cuando Chu y el resto de la pandilla van allí para investigar el asunto, descubrirán a un misterioso y peligroso asesino que querrá darles caza y recuperar los negativos. 
Vuelven a las andadas los cuatro amigos de la primera parte, haciendo su peculiar lucha contra el crimen.

## Reparto
| Actor          | Papel |
| -------------- | ----- |
| Rikiya Yasuoka | Jo    |
| Junji Inagawa  | Chu   |
| Makiko Kuno    | Eri   |
| Ken Nishida    |       |
| Mickey Curtis  |       |
| George Abe     |       |

## Lanzamiento
- Oretachi wa tenshi ja nai se lanzó el 29 de octubre de 1993 en VHS [4]y el 24 de febrero de 2012 en DVD, en una edición para alquiler y en otra edición para ventas, que contenía las dos películas.[5]Editado por Soft garage y distribuido por JSDSS.

- Oretachi wa tenshi ja nai 2 se lanzó 24 de diciembre de 1993 en VHS [6]y el 24 de febrero de 2012 en DVD, en una edición para alquiler y en otra edición para ventas, que contenía las dos películas.[7]Editado por Soft garage y distribuido por JSDSS. [8]

## Recepción
El crítico Panos Kotzathanasis, en una reseña para Asian Movie Pulse, escribió: «Filmada consecutivamente con la primera película, la combinación de desnudos, acción y comedia sigue presente. Todo el humor de la película se puede definir en un par de chistes groseros y bufonescos, que tal vez puedan provocar una pequeña sonrisa en el espectador.
No hay mucho más que decir, “Oretachi Wa Tenshi Ja Nai 2” es uno de los visionados más olvidables de la vasta filmografía de Miike y un esfuerzo solo dirigido a fanáticos incondicionales».